# Jordanshöhe
Die Jordanshöhe im Harz ist eine etwa 723 m ü. NHN hohe Nebenkuppe des Bergs Kuppe (729,1 m) bei Sankt Andreasberg im niedersächsischen Landkreis Goslar.

## Geographie

### Lage
Die Jordanshöhe erhebt sich im Oberharz im Naturpark Harz. Ihr Gipfel liegt etwa 1,4 km nordnordöstlich des Zentrums von Sankt Andreasberg und schließt sich östlich an die Kuppe an. Auf der gemeinsamen Südflanke beider Berge befinden sich die Glückaufklippen (⊙) und auf der Westflanke der Jordanshöhe die Quelle der Sperrlutter.
Auf dem südwestlichen Berghang steht die Jugendherberge Jordanshöhe und am und auf dem Berg gibt es den Gesteinskundlichen Lehrpfad Jordanshöhe. Nach Osten fällt die Landschaft entlang der Bäche Gesehrwasser und Kellwasser in das Tal der Oder ab.
Auf der Jordanshöhe liegen Teile des Landschaftsschutzgebiets Harz (Landkreis Goslar) (CDDA-Nr. 321402; 2001 ausgewiesen; 389,75 km² groß).

### Naturräumliche Zuordnung

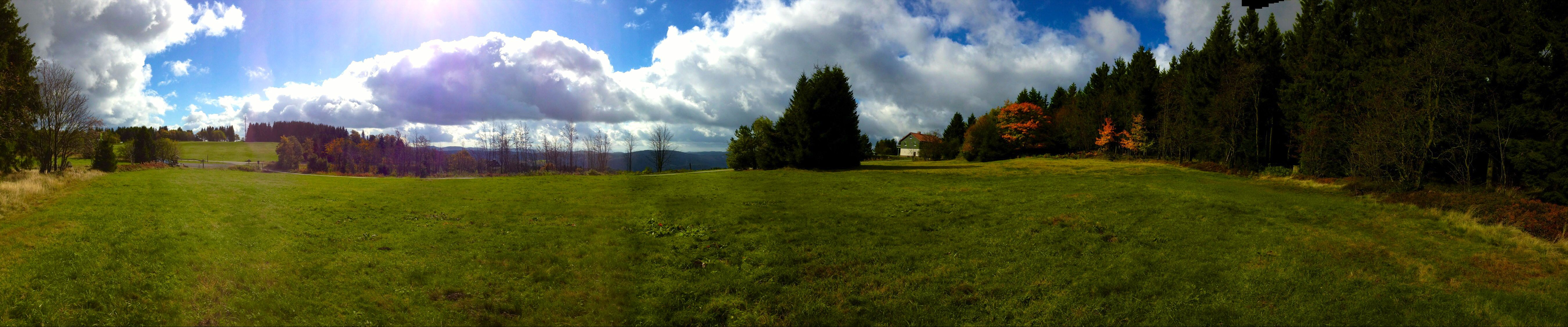
Panorama von der Jordanshöhe in Richtung Südwesten zum Matthias-Schmidt-Berg (links) bis Westen zur Kuppe (mittig rechts)

Die Jordanshöhe gehört in der naturräumlichen Haupteinheitengruppe Harz (Nr. 38), in der Haupteinheit Mittelharz (Oberharz; 380) und in der Untereinheit Südlicher Mittelharz (Südlicher Oberharz; 380.8) zum Naturraum Andreasberger Hochfläche (380.83).